# Barbara Gaardlykke Apol
Barbara Gaardlykke Apol (nascida em 27 de abril de 1995) é uma política das Ilhas Faroé e ex-presidente da organização do Conselho Nórdico para os partidos da juventude, o Conselho da Juventude Nórdica (dinamarquês: Ungdommens Nordiske Råd).

## Carreira política
Entre 2015 e 2017 a Apol foi a líder da Juventude Socialista. Em 2019, anunciou as suas ambições de concorrer ao Folketing. Ela concorreu com sucesso na eleição de 2019, recebendo 392 votos. Este foi o terceiro maior número de votos recebidos dos candidatos do Partido Social-Democrata. Apol tornou-se membro temporário do Folketing em 2020, de 17 a 24 de março, substituindo Sjúrður Skaale. Ela substituiu-o novamente em 2021, de 16 a 23 de maio.